# Huixing (lärare)
Huixing, född 1871, död 1905, var en kinesisk lärare. 
Hon var dotter till en manchuofficer i Hangzhou och gifte sig med en officersson, men blev en gravid änka 1889. Huixing trodde passionerat på vikten av modern utbildning som en nödvändighet för att hjälpa Kina ur dess dåvarande krisartade utveckling, även för flickor, som då oftast inte kunde få någon modern bildning någon annanstans än i missionärsskolor. Hon lyckades samla ihop pengar nog för att grunda pionjärskolan Zhenwen Girl's School i Hangzhou 1904. Pengarna tog dock slut, och myndigheterna ville inte ge något bidrag. Hon begick därför självmord, något som väckte stor uppmärksamhet och gjorde intryck på det samtida Kina, och bidrog till en nyväckt entusiasm till grundandet av skolor för flickor i Kina. 